# Еснаська сільська рада
Е́снаська сільська рада (ест. Esna külanõukogu, рос. Эснаский сельский совет) — сільська рада в Естонській РСР та Естонській Республіці, адміністративно-територіальна одиниця в складі повіту Ярвамаа (1945—1950, 1990—1991) та Пайдеського району (1950—1990). 1991 року перейменована в Ка́редаську сільську раду (ест. Kareda külanõukogu).

## Географічні дані
Сільська рада розташовувалася в центральній частині Пайдеського району.
У 1969—1973 роках площа сільради складала 102 км2.
Населення за роками

## Населені пункти
Адміністративний центр — село Есна (Esna küla), що розташовувалося на відстані 20 км на північний схід від міста Пайде.
На момент утворення сільській раді підпорядковувалися населені пункти:
сільське селище (alevik) Есна (Esna); поселення (asundus): Аммута (Ammuta), Есна (Esna), Кодазема (Kodasema), Иле (Õle); села: Аммута (Ammuta), Есна (Esna), Тяннапере (Tännapere).
1954 року, після приєднання територій Війзуської (частково) та Пеетріської сільрад, до складу Еснаської сільради ввійшли населені пункти:
сільське селище (alevik) Пеетрі, поселення (asundus): Атасте (Ataste), Мюйслері (Müüsleri), Кийзі (Kõisi), Кюті (Küti), Єетла (Öötla);
села: Ембра (Embra), Мюйслері (Müüsleri), Кєйзі (Köisi), Кагала (Kahala); Водья (Vodja), Єетла (Öötla).
Станом на 1989 рік Еснаській сільраді підпорядковувалися 8 сіл:
Аммута (Ammuta), Водья (Vodja), Ембра (Ämbra), Есна (Esna), Єетла (Öötla), Кареда (Kareda), Кєйзі (Köisi), Мюйслері (Müüsleri).

## Землекористування
1954 року в межах території сільради землями користувалися колгоспи: «Червона Зірка» («Punane Täht»), «Жовтень» («Oktoober»), «Червоний прапор» («Punalipp») та «Мир» («Rahu»).
1969 року на території сільради розташовувалися Еснаське відділення Аллікуського радгоспу, колгоспи імені Калініна (головна садиба містилася в поселенні Мюйслері), «Червоний прапор» (поселення Єетла) та «Жовтень» (село Ембра).

## Історія

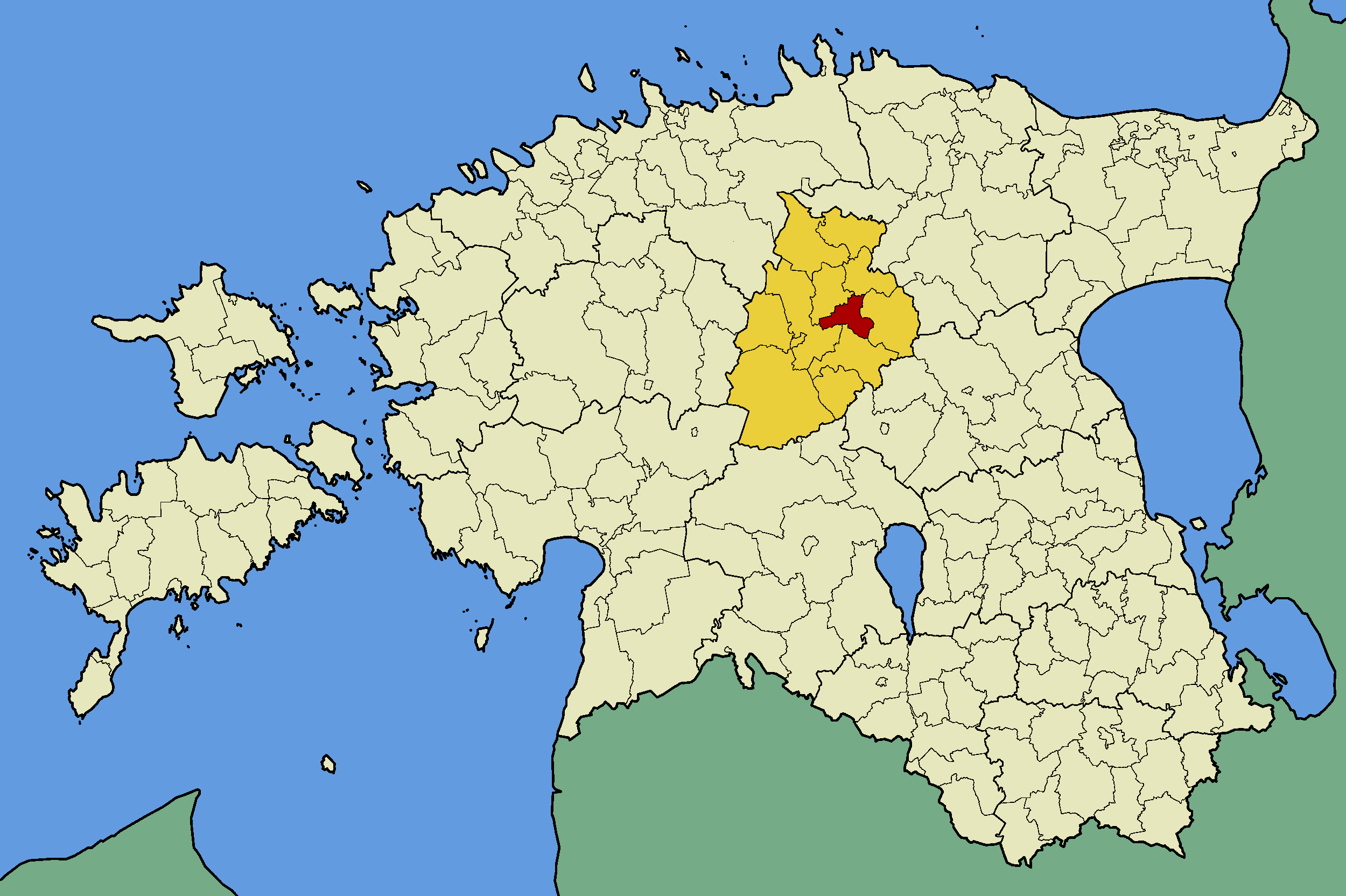
Волость Кареда після 1991 року

8 серпня 1945 року на території волості Кареда в Ярваському повіті утворена Еснаська сільська рада з центром у сільському селищі Есна. 
26 вересня 1950 року, після скасування в Естонській РСР повітового та волосного поділу, сільська рада ввійшла до складу новоутвореного Пайдеського сільського району.
17 червня 1954 року в процесі укрупнення сільських рад Естонської РСР територія сільради на південному заході та південному сході збільшилася внаслідок приєднання земель ліквідованих Війзуської та Пеетріської сільських рад.
3 вересня 1960 року до сільради на сході приєднана територія колгоспу ім. М. І. Калініна, що належала ліквідованій Ваоській сільській раді. Одночасно від сільради відокремлено територію радгоспу «Війзу» і передано до складу Пайдеської сільської ради
26 березня 1987 року для утворення Роосна-Аллікуської сільської ради від Еснаської сільради відокремлено 1577 га, зокрема землі Аллікуського радгоспу, село Кодазема та частину території села Есна.
29 серпня 1991 року Еснаська сільська рада перейменована в Каредаську.
10 жовтня 1991 року Каредаська сільська рада перетворена у волость Кареда з отриманням статусу самоврядування.